# اریک لسر
اریک لسر (انگلیسی: Erik Lesser؛ زادهٔ may ۱۷, ۱۹۸۸ (۳۶ سال)) یک ورزشکار ورزش دوگانه اهل آلمان است.